# Kaulon
Kaulon vagy Kaulónia (ógörögül: Καυλών /kaʊ̯'lɔ:n/) Magna Graecia gyarmata volt, amelynek maradványai Punta Stilo Monasterace községben, Reggio Calabria megyében lelhetőek fel. A polisz helyének környékét a régészek Kauloniatidénak nevezik.

## Története

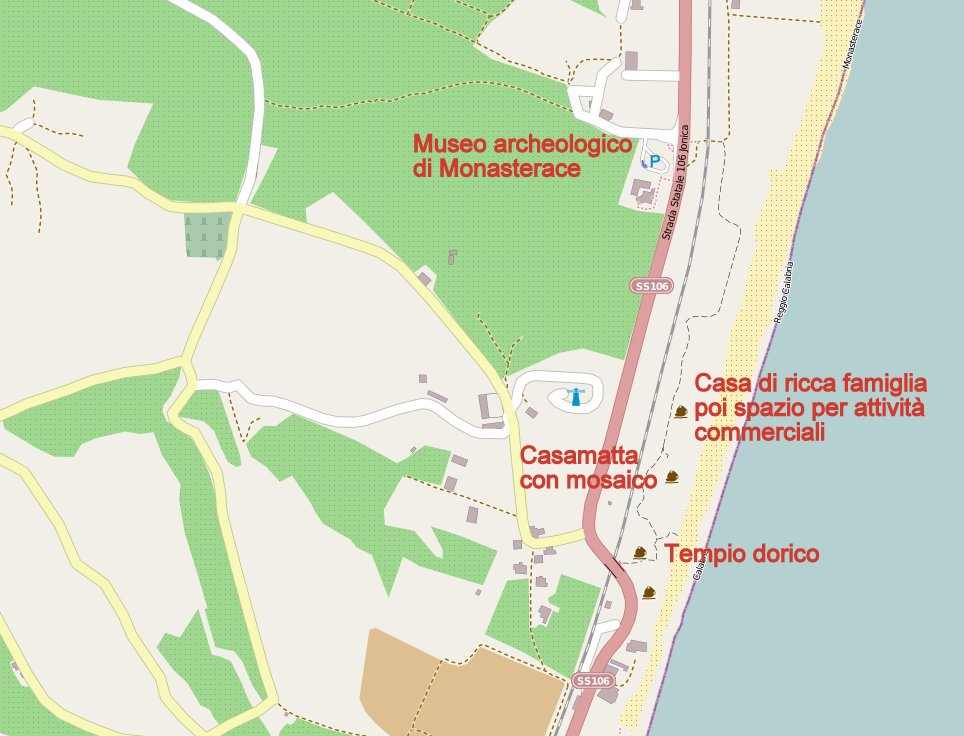
Kaulonì ásatások, 2013

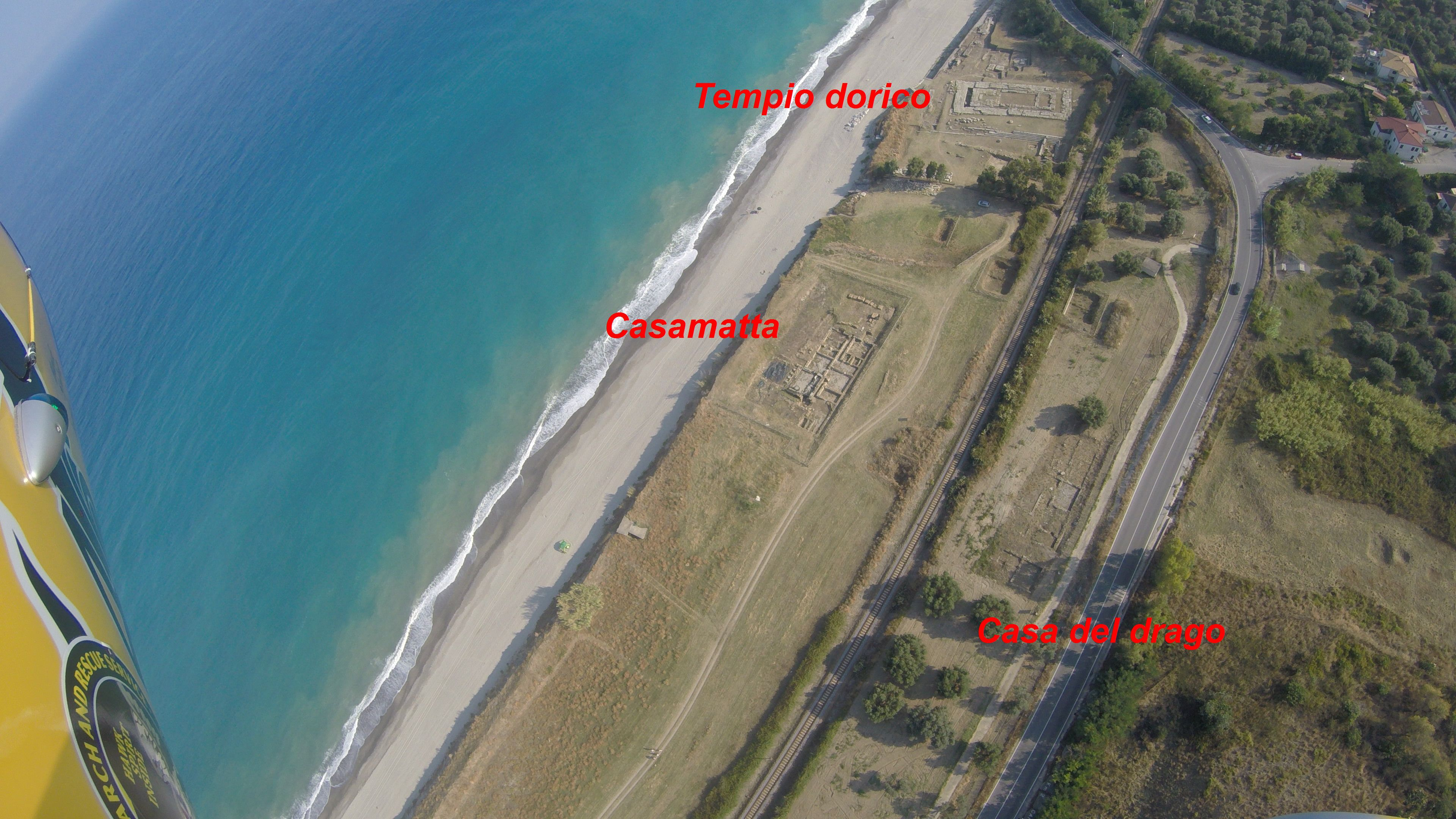
Kaulon felülről nézve (2016. augusztus)

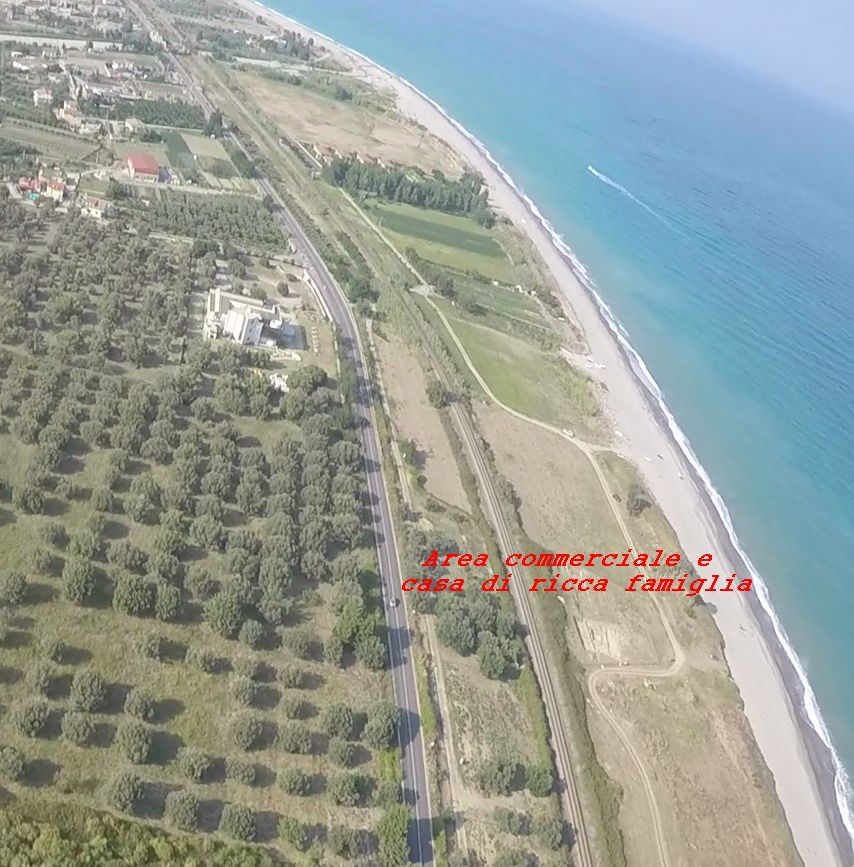
Kaulon felülről: a gazdag ház és kereskedelmi helyiség (2016. augusztus)

A mítosz szerint a város neve alapítójának, Kaulonnak, Kleté amazonkirálynő fiának a nevéből származik. A trójai háború után az Aegiumi Typhon vezette akhájok hajóikból Calabria partjain kiszálltak, és a krotóniaiak segítségével elpusztították Kleté királyságát. Csak a fia, Kaulon szabadult meg, és újjáépítette a várost. Sztrabón szerint a város neve az aulonia, a wallonia, vagyis a mély völgyből származik. Francesco De Sanctis inkább a kaulos, vagyis szár, törzs szóból vezeti le.
Eredetére vonatkozóan a források két fő feltételezést közölnek. Az első, Sztrabón (Geográfia, VI, 1, 10) és Pauszaniasz Periégétész (VI, 3, 12) szerint akhájok, személy szerint Typhon és Aegium alapították.
A modernebb szerzőkre jellemző második hipotézis szerint viszont a krotóniaiak alapították. A valóságban nincs igazi ellentmondás a két elmélet között: a régészeti kutatások egyaránt az i. e. 8. századra teszik Kaulonìa megalapítását, míg a krotóni hatás, amely a város virágzása időszakának felel meg, az i. e. 6. századra tehető.
A várost délről a Sagra folyó határolta, amelynek partján az i. e. 6. században zajlott a híres sagrai csata, amelyben Kaulon szövetkezett Krotonnal, és vereséget szenvedett Locri Epizefiri és Rhegion poliszoktól. A legenda szerint a Dioszkuroszok csodálatos beavatkozása döntötte el a csatát.
Az i. e. 4. században Kaulont ezután lucaniaiak és I. Dionüsziosz szürakuszai türannosz egyesült csapatai i. e. 389-ben legyőzték, lakóit Szürakuszaiba hurcolták, és a területet Locrihoz, a zsarnok szövetségeséhez csatolták. A fiatalabb Dionüszosz által újjáépített Kaulonìa később Hannibal zsákmánya lett a második pun háború alatt, és i. e. 205-ben Quintus Fabius Maximus Verrucosus Cunctator végleg Róma befolyása alá hajtotta.
Irodalmi források igazolják, hogy Kaulonìa kettős kikötővel rendelkezett az Axi folyó torkolatánál, mivel valószínűleg a város faanyaggal kereskedett. Gazdag nyersanyagokban, például kőben, magnezitben, sóban, aranyban és ólomban, ezért fémek és étkészletek előállításának központja is lehetett.

## Leírása

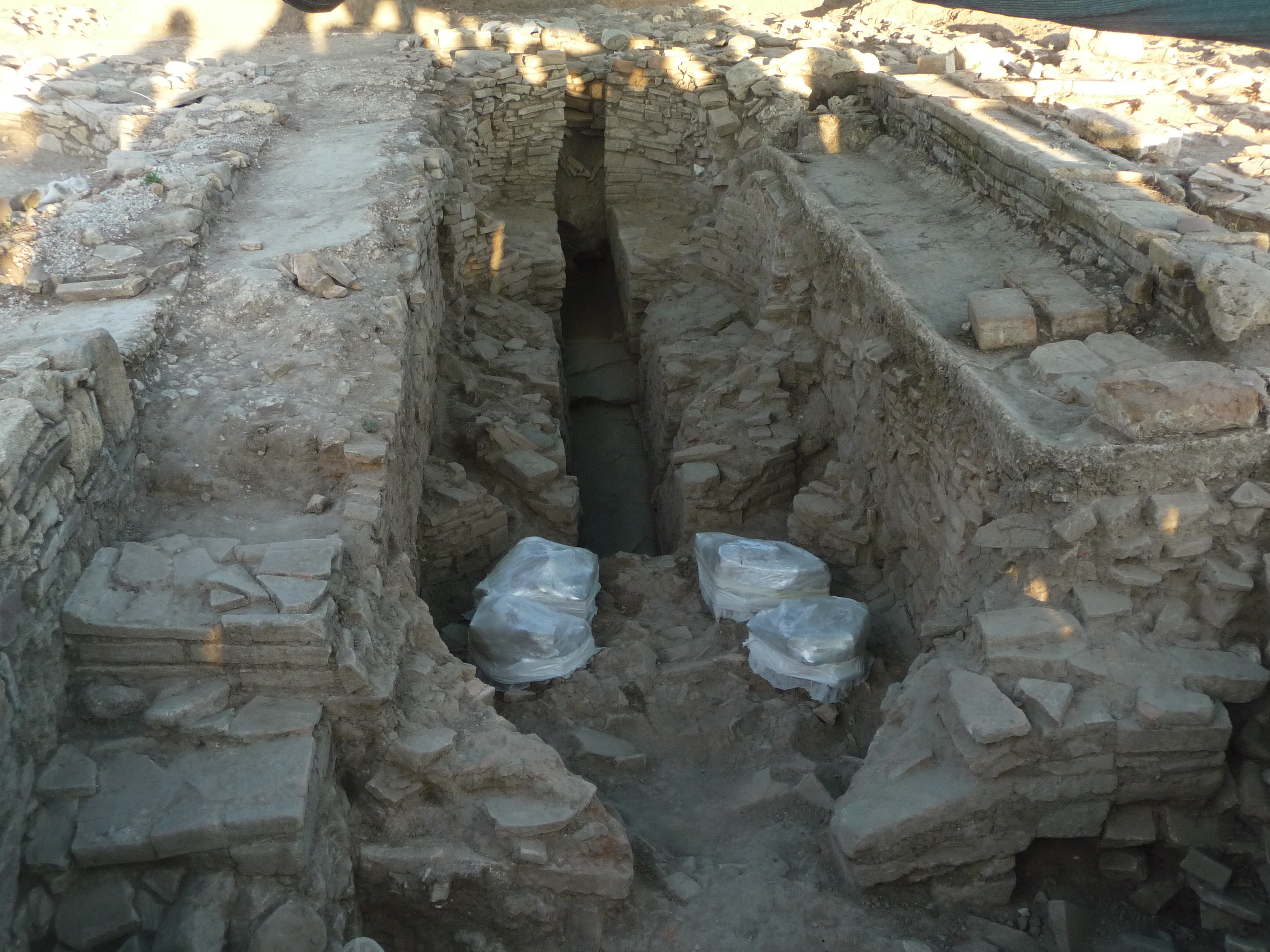
Kaulon (2010)

### Punta Stilo szentélye
A szentély egy homokkőből épült dór templomban áll, amely körül kisebb oltárok találhatók, ciprusokkal és trapézokkal, áldozatul felajánlott fegyverekkel, amelyekből több mint 180-at találtak, köztük épeket és töredékeseket. A szentélyben imádott istenségek minden bizonnyal Aphrodité és Zeusz, a megtalált és cauloniensisnek nevezett bronztáblára dedikációt írtak Zeusznak az akháj ábécé betűivel. A bronzon lévő babérlevelek Apollón kultuszát jelzik, többek között Kaulon ezüstpénzén is azo láthatók. A cauloniensison vannak utalások Artemiszre, a múzsákra és a gráciákra is. A Kr. e. 3. században a templomot elhagyták, és a területet tengeri kikötővé alakították.

### A kazamata
A kazamatában különböző korabeli érmékre, és Démétér istennő kultuszának nyomaira találtak.

### A Sárkány háza

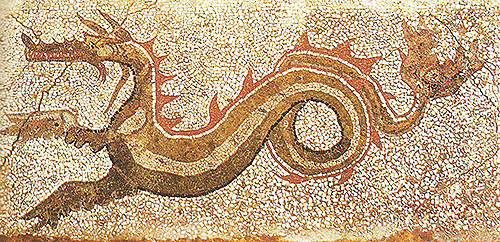
A híres sàrkányos padlómozaik

A Sárkány háza, amelyben egy tengeri sárkányt ábrázoló padlómozaikot találtak, amely az utóbbi években Kaulon szimbólumává vált. A ház 17x35 méteres alapterületű volt.

### Templom a világítótorony alatt
A Punta Stilo világítótorony hegyén Paolo Orsi régész azonosította egy állítólagos templom maradványait, amelyet Poszeidónnak vagy Apollónnak szenteltek.

### Más házak
- A groteszk-karakter háza[9]
- Insula első háza
- Guarnaccia-ház
- Kleté háza

## Ásatások és leletek

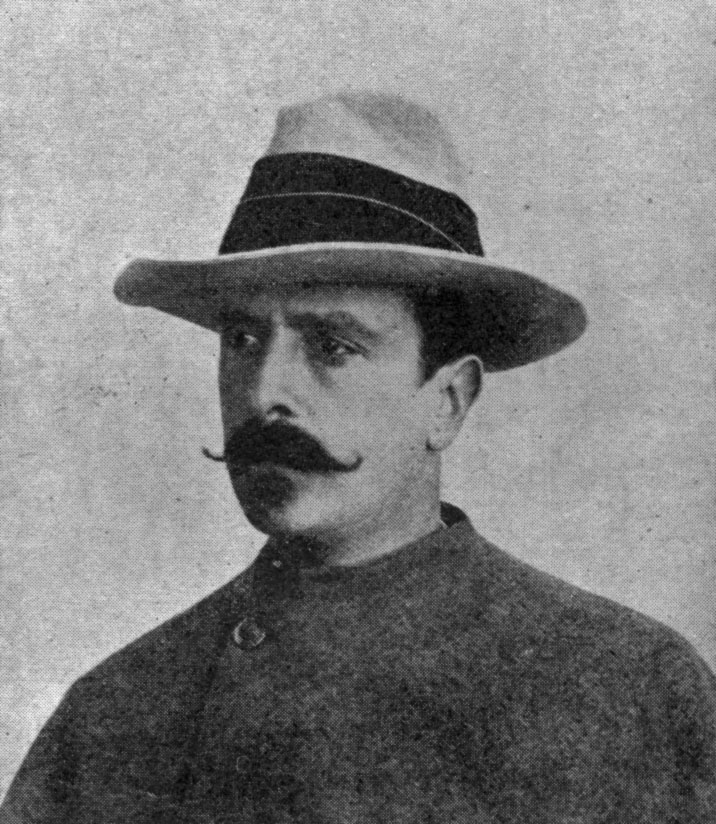
Paolo Orsi régész

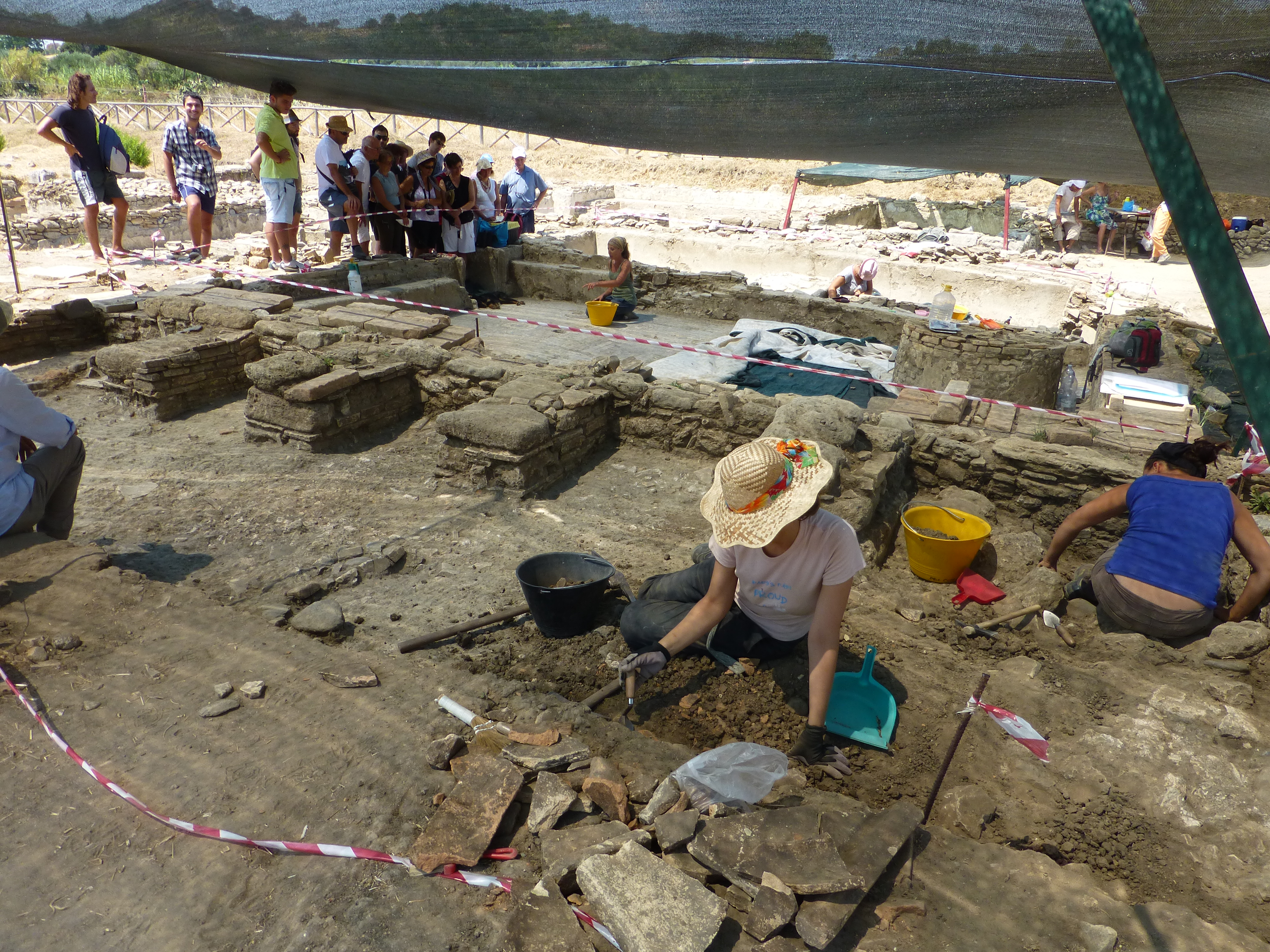
A régészek 2013 augusztusában

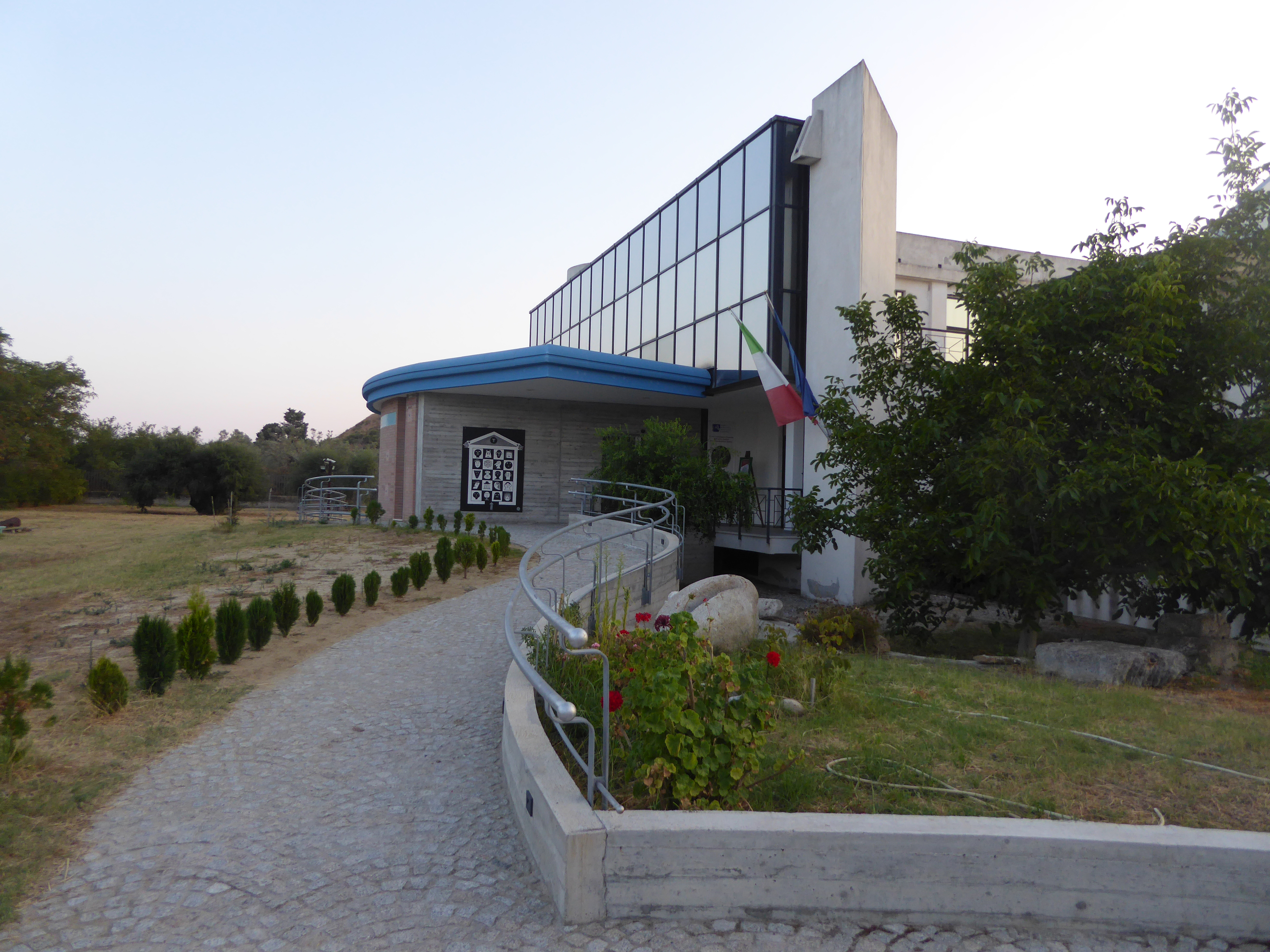
A Kauloni Régészeti Múzeum

Már a 16. századtól kezdve számos kutató próbálta meghatározni Kaulonìa város helyét, de csak Paolo Orsi olasz régésznek sikerült 1891-ben, amit 1911 és 1913 között elvégzett első feltárásai is megerősítettek. Orsi annak idején Calabria régészeti örökségének felügyelője és a Magna Graecia Múzeum társalapítója volt.
A város feltárása bizonyította a falakkal körülvett és a tengerszinten elhelyezkedő fő városközpont létezését, amelyen belül dór templom állt, amelynek az alapjai ma is láthatók. Az akkor elvégzett kutatások szerint a szürakuszai mestereknek részt kellett venniük ennek a templomnak az építésében, tekintve a szicíliainak vélt mészkő itteni nagy mennyiségét.
Azt is kiderítették, hogy a templom előtti területet, amelyet jelenleg tenger borít, szintén lakónegyed volt, amit az ott talált leletek bizonyítanak. Feltalálási helyük a partvidék fokozatos eróziójáról is tanúskodik.
1941-ben a vasúti felüljáró építése során falszerkezetek maradványait találták meg.
Új feltárásokat hajtott végre 1970–71-ben Elena Tommasello, aki három guttát talált a dór templomtól délre.
A Scuola Normale Superiore és a Pisai Egyetem 1999-től kezdődő és még folyamatban lévő feltárásai a városi szentély nagy részét napvilágra hozták, amely a dór templomhoz tartozott. Sok más kisebb-nagyobb épületre fény derült vagy funkciójukat azonosították a talált építészeti anyagok szisztematikus tanulmányozása révén. És számos felfedezés tette lehetővé a szentély életszakaszainak megismerését, az első momentumoktól, az i. e. 7. század első felétől kezdve egészen az i. e. 3. század első évtizedeiben bekövetkezett hírtelen hanyatlásáig. Mára elavult az a feltevés, miszerint a dór templom építése a szürakuszai munkásoknak köszönhető: a legújabb kőzettani tanulmányok ui. kimutatták, hogy az épület anyaga mégsem szicíliai mészkő, hanem a helyszínen kitermelt kő.
A falak körén kívül és különösen a Tersinale-dombon volt egy másik fontos kultikus központ is, amint az az ott összegyűjtött számos leletből levezethető. Erről a területről származik néhány terrakotta építészeti töredék, különösen egy házikó padozata, egy homlokzati eresz oroszlánfeje, néhány szögletes és egy központi akroterion, az összes egy kis templom építésének három különböző fázisából.
A helyszínen végzett ásatások számos régészeti lelete többnyire a Magna Graecia Nemzeti Múzeumban található, Reggio Calabriában. Figyelemre méltó az a kivételes kivitelezésű két mozaik, amelyek sárkányt ábrázolnak. Egyikük 25 m² alapterületű, és ezért „a legnagyobb délen található hellenisztikus mozaiknak” tekinthető. Mindkét mozaik jelenleg a monasteracei múzeumban tekinthető meg.
A régészeti lelőhely természetvédelmi beavatkozásainak finanszírozása és különösen a „sárkány” értékes mozaikjaié jelenleg számos nehézséggel küzd. Vibo Valentia Amerigo Vespucci Átfogó Intézet középiskolája diákjainak egy 44 fős csoportja 5000 eurós adót gyűjtött össze a mozaikok restaurálására, amit a hatóságok nem akartak, de nem is tudtak beszedni.

### Ásatások 2003-tól napjainkig: San Marco északkeletre

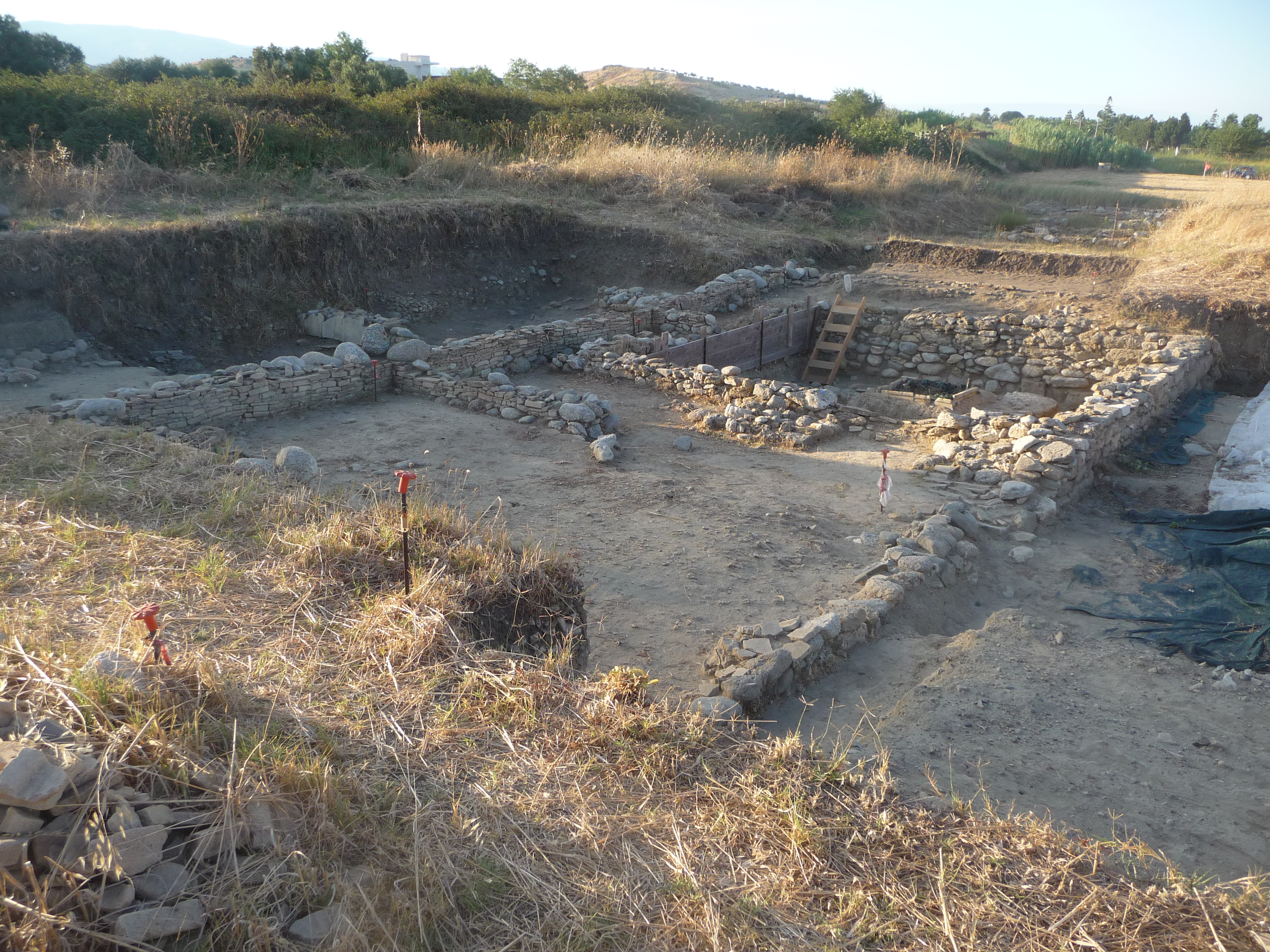
Kaulon (2010)

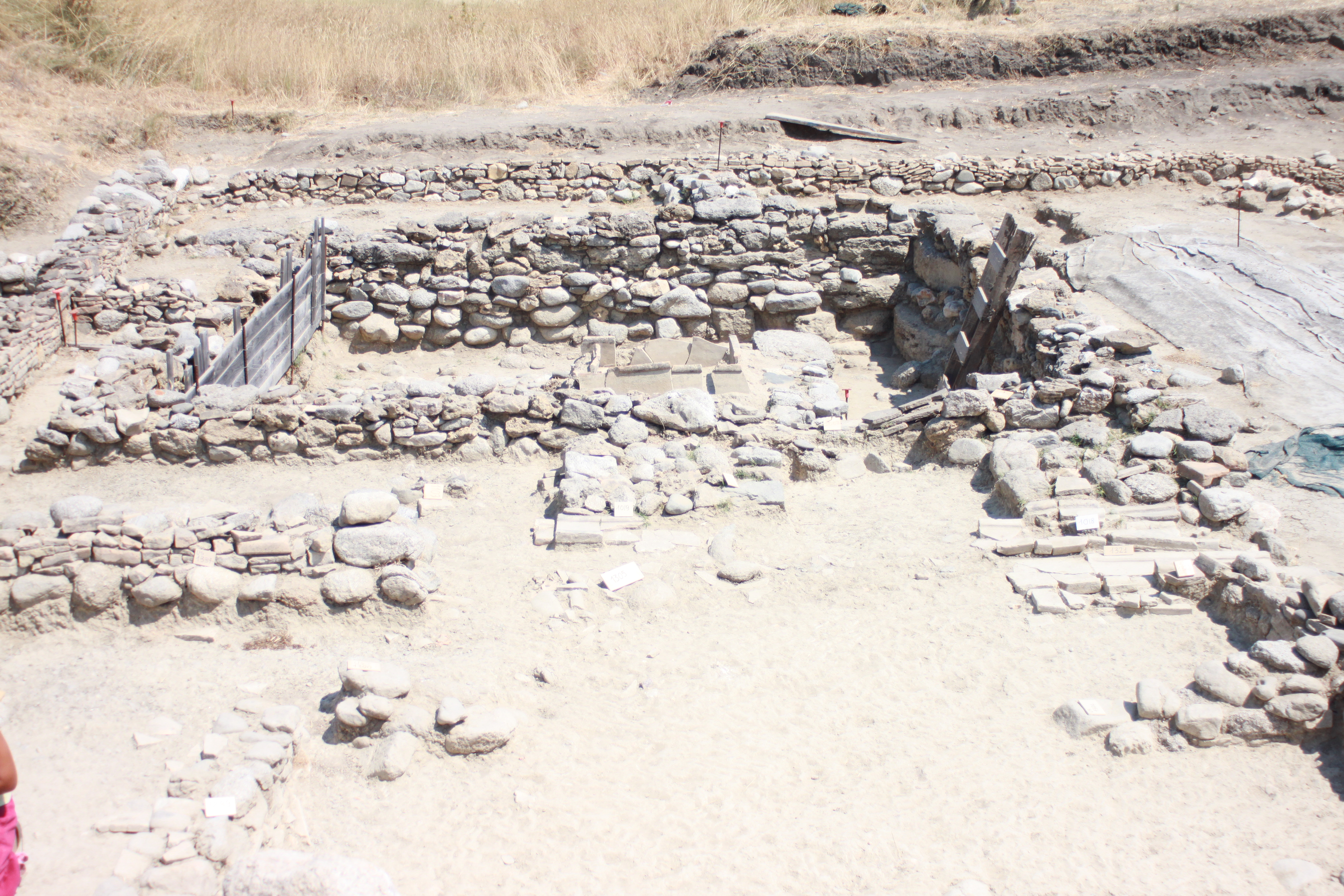
A San Marco északkeleti részének házmaradványai (2013)

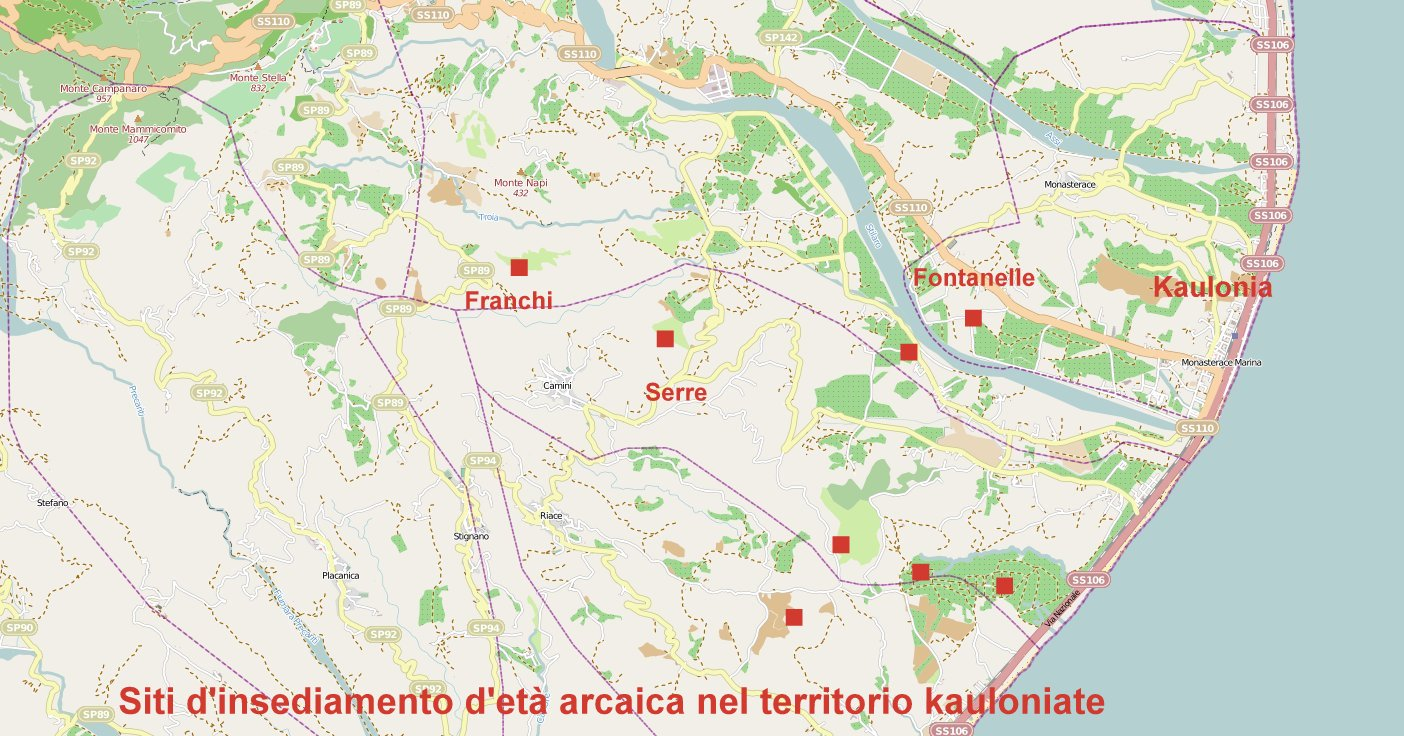
Archaikus helyek a Kauloniatidén

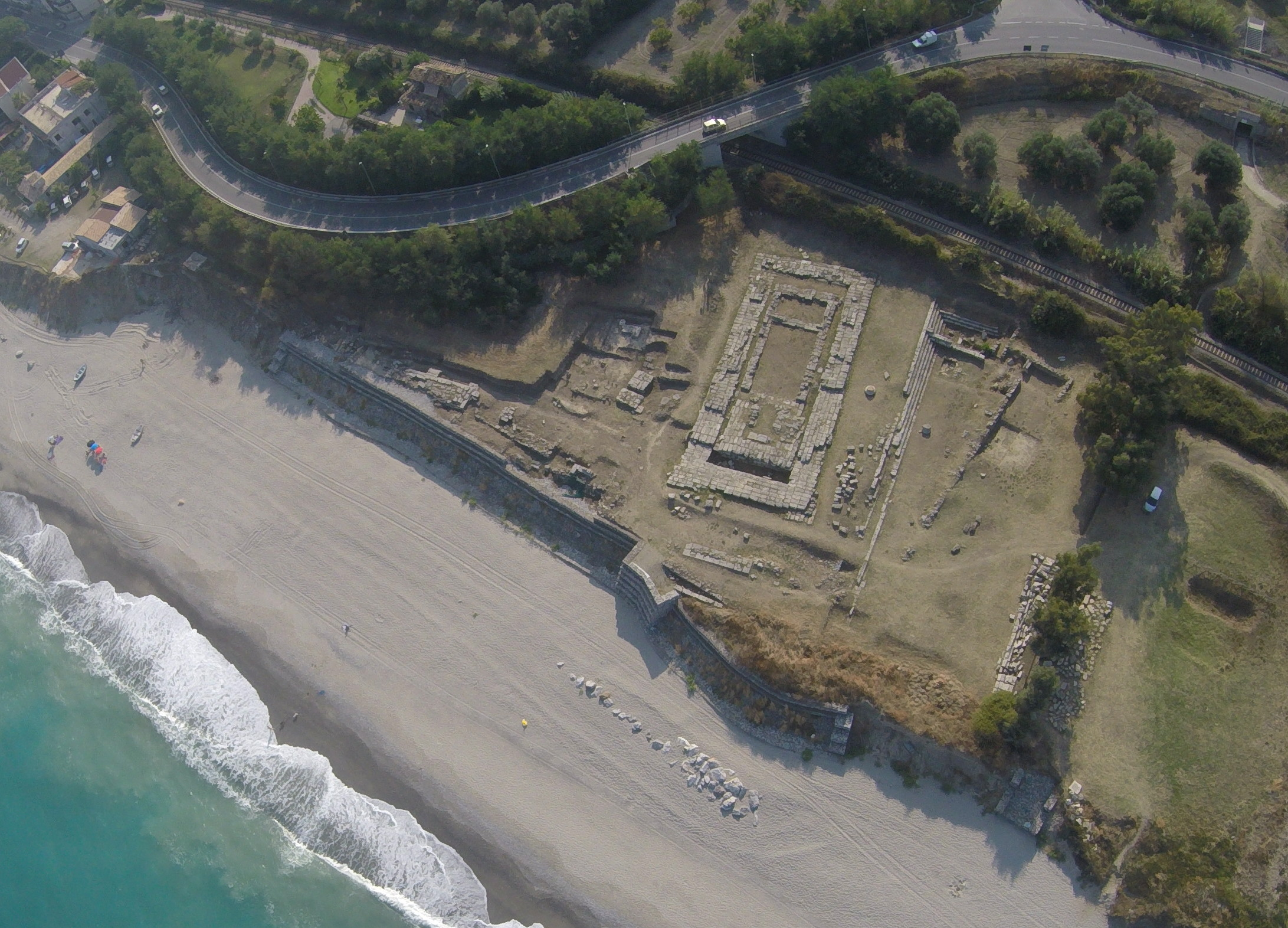
A kauloni dór templom (2016)

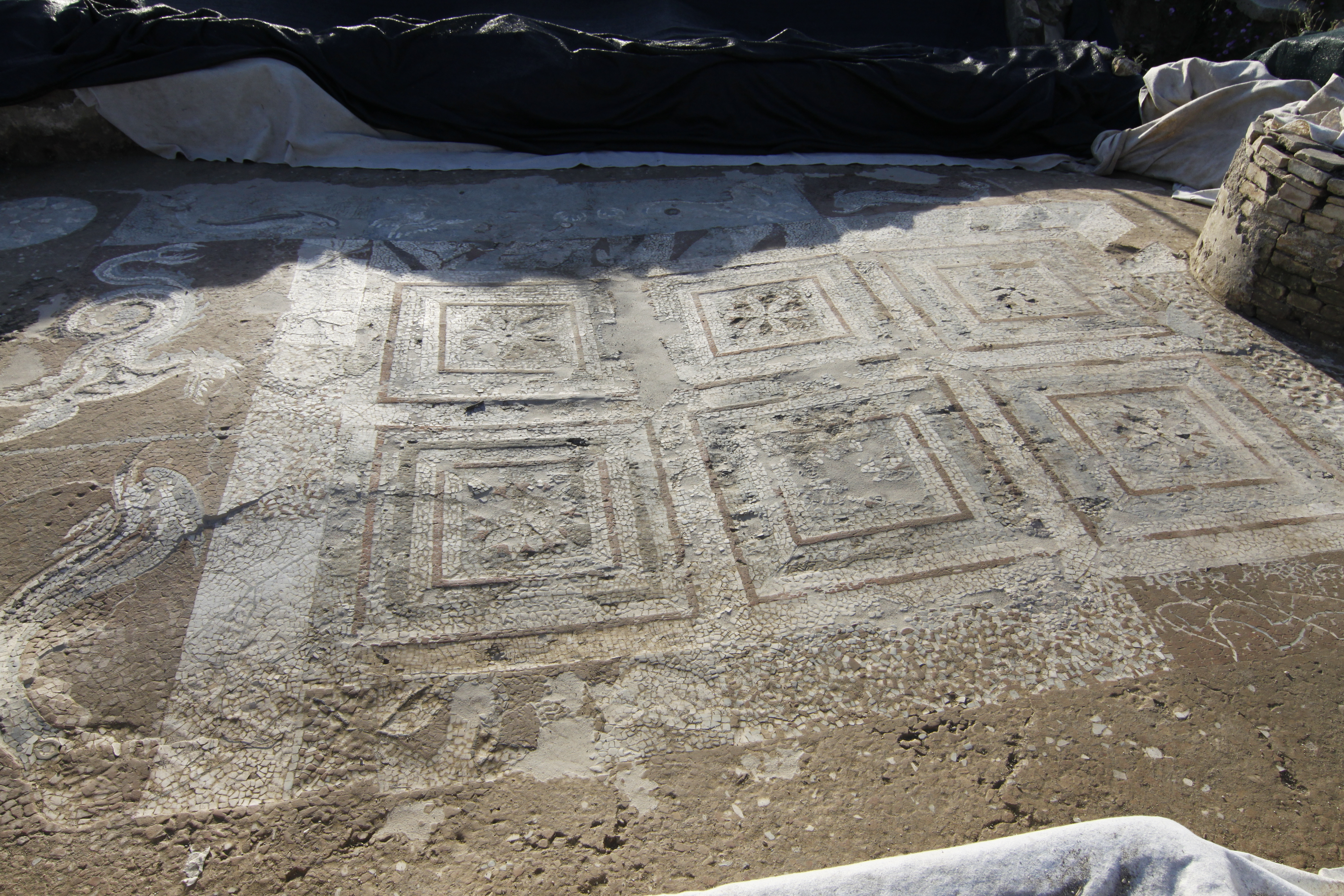
A 25 m²-es, 2013-ban feltárt mozaik

A SAS II tanulmány és topográfiai szempontból a San Marcótól északkeletre feltárási terület ma a Jón-tengertől keletre, a Taranto-Reggio Calabria vasútvonaltól nyugatra, az Axi folyótól északra és a kazamatától délre terül el.
A protokotylai és a kotylai Aetos 666 töredékeinek köszönhetően az i. e. 8. század végétől, vagy inkább a hetedik század első évtizedeitől lehet a görög jelenlét folyamatosságát kimutatni. Egy későbbi periódusból származó maradványok egy gazdag háznak tulajdoníthatók, amelyet a Groteszk Karakter Házának neveznek. Egy 6,65 méter széles észak-déli utat találtak a város közelében. Egy i. e. 3. századból, a hellenisztikus időszakból származó nagy épület maradványaira akadtak, részben még a 106-os állami főút jelenlegi úttengelye alatt, amelynek teljes feltárását ezért nem lehet elvégezni. Végül kiderült, mi maradt meg egy kis nekropoliszból a késő antik időszakban (6-7. század).

#### Ásatások 2001 és 2006 között
2001 és 2006 között nyolc ásatási akciót hajtott végre MC Parra és MT Iannelli egy 56 km²-es területen Kaulon környékén Monasterace, Stilo, Camini és Guardavalle településeken.
174 topográfiai egységet (kerámiatárgyak lelőhelyei) és 230 műtárgyat vagy azok szórási területét fedezték fel, amelyek 148 lelőhely és 179 lelőhelyen kívüli lelet összeírásához vezettek. Ezek a helyek a Sztilón szerinti Arito, Bavolungi, Franchi, Furno, Ligghia, Napi, Salti és Troiano helységekben voltak.

##### Archaikus települések
Az archaikus kor szerény entitásának hét görög települését azonosították, amelyek mindegyike a Stilaro folyó jobb oldali vízgyűjtő területén található, és ma szinte mindegyik 1000 méternyire lévő szántóföld (Franchi és Serrei kivételével). A Franchi (Stilo) helyzete kiemelkedik a többi közül, így természetesen jól védett. Időrend szerint e görög települések a Kr. e. hetedik és hatodik század között léteztek, és egyikük sem érte meg a hellenisztikus időszakot.
Kivételt képez a Fontanelle (Monasterace) helységben, a Stilaro vízrajzi bal oldalán található római villa maradványa, az i. e. 6. századi görög település nyomaival.

#### Ásatások 2007 és 2009 között
- 2007-es ásatási kampány: 2008 júniusában felfedeztek egy, az i. e. 4–3. század oszkó – görög ábécéjében írt dedikáció kőtöredéket a római Venusnak megfelelő istennő számára.[13]
- 2008. évi ásatási kampány
- 2009. augusztus-szeptemberi ásatási kampány. Megtalálták a legrégebbi bizonyítékot a helyszínen: a korinthoszi protokotylén, egy Thapsos-típusú csésze és egy skyphos töredékét.

#### 2013 – A 35 négyzetméteres mozaik és a bronzasztal az akháj ábécével
2013. július 23-án Francesco Cuteri régész és csapata felfedezte az egyik legnagyobb mozaikot, amelyet valaha találtak a hellenisztikus periódusból, az i. e. 4. század végéről, amelynek területe kb. 35 m². A mozaik tovább oszlik 9 polikróm négyzetre és egy másik térre, ahol a szoba bejáratánál színes rozetta található.
2013. október 8-án jelentették be a Kr. e. 5. századból származó bronzasztal felfedezését a városi szentélyben, akháj ábécével írt dedikációval, sztoichedón grafikai stílusban, 18 sorba írva. Ez Magna Graecia valaha talált leghosszabb akháj szövege.

#### 2018 – új geiszon
A 2013–2014-es viharokat követően új geiszon létezését fedezték fel, amely egy új dór rendszerű épület létezéséről tanúskodik. Nagyon finom fehér mészkőből faragták, 88,5 cm hosszú, 68,15 cm széles és 47,2 cm magas. A kapcsolódó háromsoros mutuli hat guttából áll, és mindegyikük átmérője 4,4 cm.

### Numizmatikai leletek

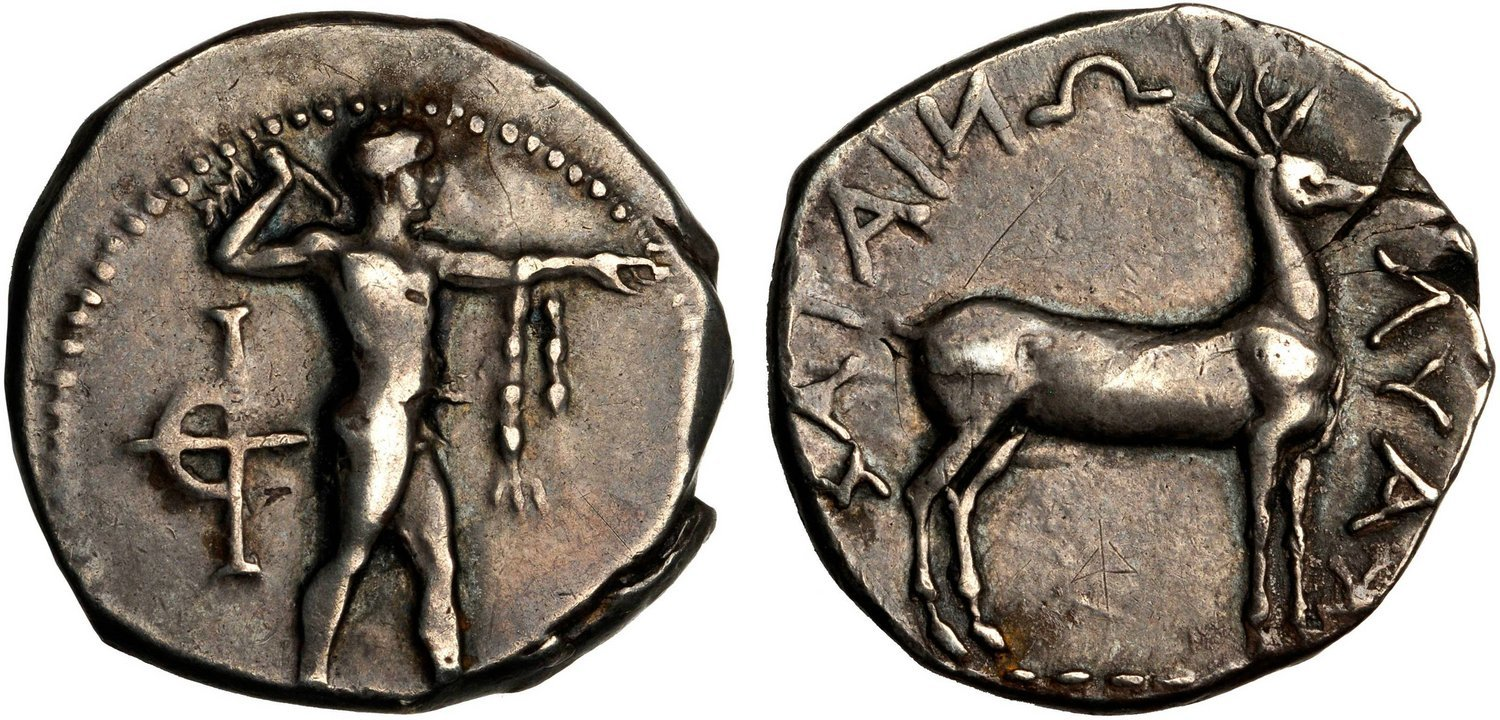
Kauloni ezüst sztatérok

A kauloni ásatások során számos bronzpénz került elő, amelyek később Rodolfo Cimino numizmatikai gyűjteményébe kerültek. Ez a Monasterace Marinában található gyűjtemény 181 agyag- és fémleletből és 238 érméből áll, amelyek a görög, a római és a középkorból származnak. Rocco Giordano, Kaulonìa régészeti területének korábbi tiszteletbeli kurátora 1942-től kezdődően gyűjtötte össze őket. Ez a gyűjtemény 1977 óta Calabria régészeti felügyelete alatt van.

## Kiállítások Firenzében 2010-ben és 2013/14-ben
2010-ben a kiállítást a Firenzei Egyetemen Spigolando tra gli archivi címen rendezték, amely összefüggésben volt a Paolo Orsi nyomdokain Kaulonìában 2013 decemberétől 2014 márciusáig a firenzei Nemzeti Régészeti Múzeumban rendezett Kaulonìa, Kleté amazon városa című kiállítással.

## Kiállítás az EXPO 2015-ön
A 2015. évi Expo olasz pavilonjában, 2015. augusztus 14. és 21. között bemutatták a Kauloni akháj kolónia Sárkány-háza andronjának sztereoszkopikus virtuális rekonstrukcióját. A virtuális kiállítást a Calabriai Egyetem 3D Research spin-off cége hozta létre.

## Árvíz és a helyszín biztosítása

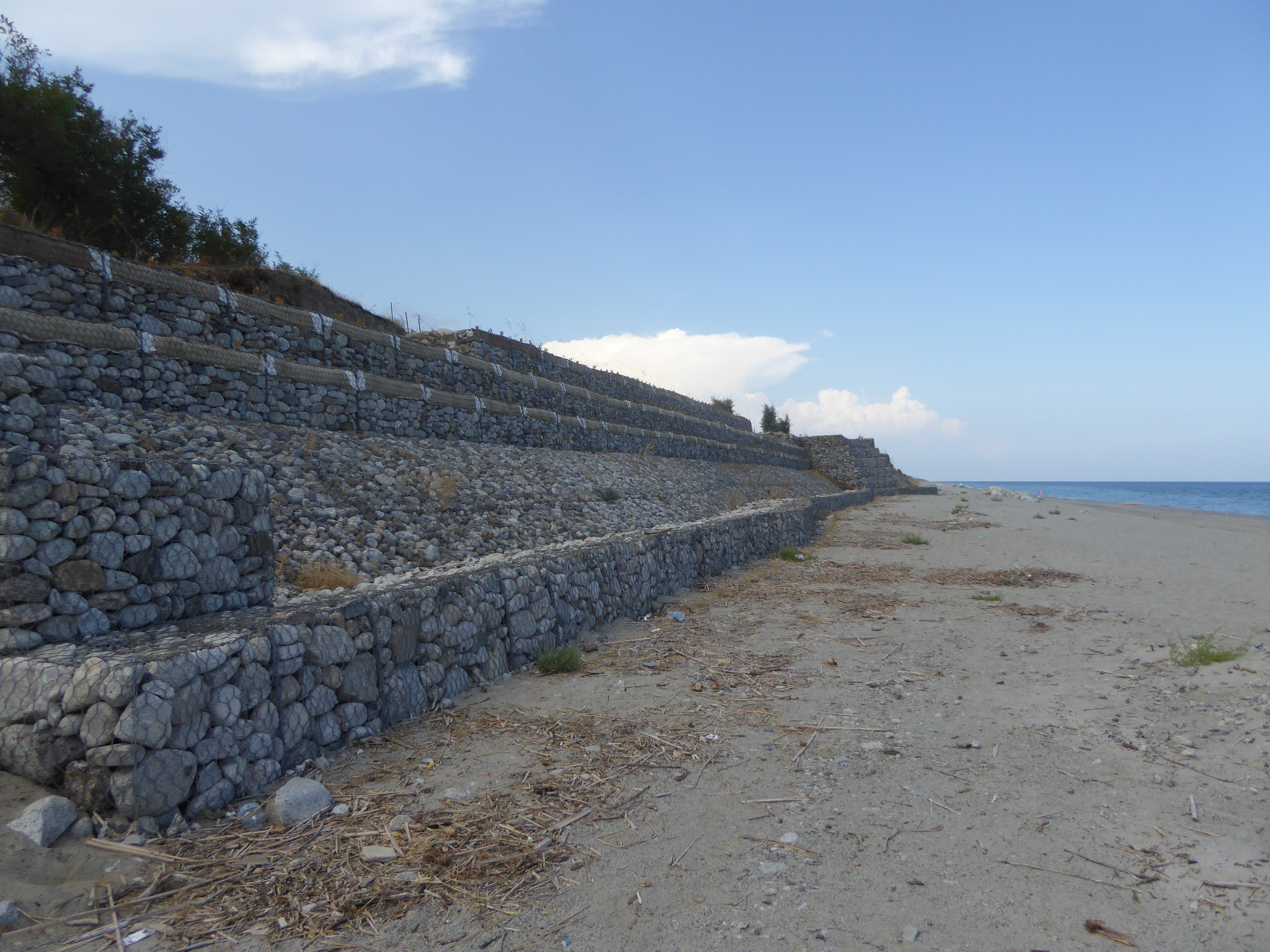
A dór templom támfalai (2015)

2013 decemberében a kazamata maradványait tönkretette a rossz időjárás és a zord tenger, valamint a régészeti lelőhely védelmének teljes hiánya. A calabriai régészeti felügyelet Monasterace önkormányzatával együtt másfél millió euró összegű támogatási kérelmet nyújtott be a park számára, amelyre nem érkezett válasz. Végül is Reggio Calabria megye két és fél millió eurót kíván rendelkezésre bocsátani a régészeti park megőrzésére. 2014. február 2-án a kulturális örökség és az idegenforgalom minisztere 300 000 eurós hitelt jelentett be a régészeti lelőhely biztonsága érdekében. 2015-ben megépült az első védelem a dór templom számára, míg a 2016 szeptemberére tervezett fennmaradó munkálatok még nem kezdődtek el.

## Képgaléria

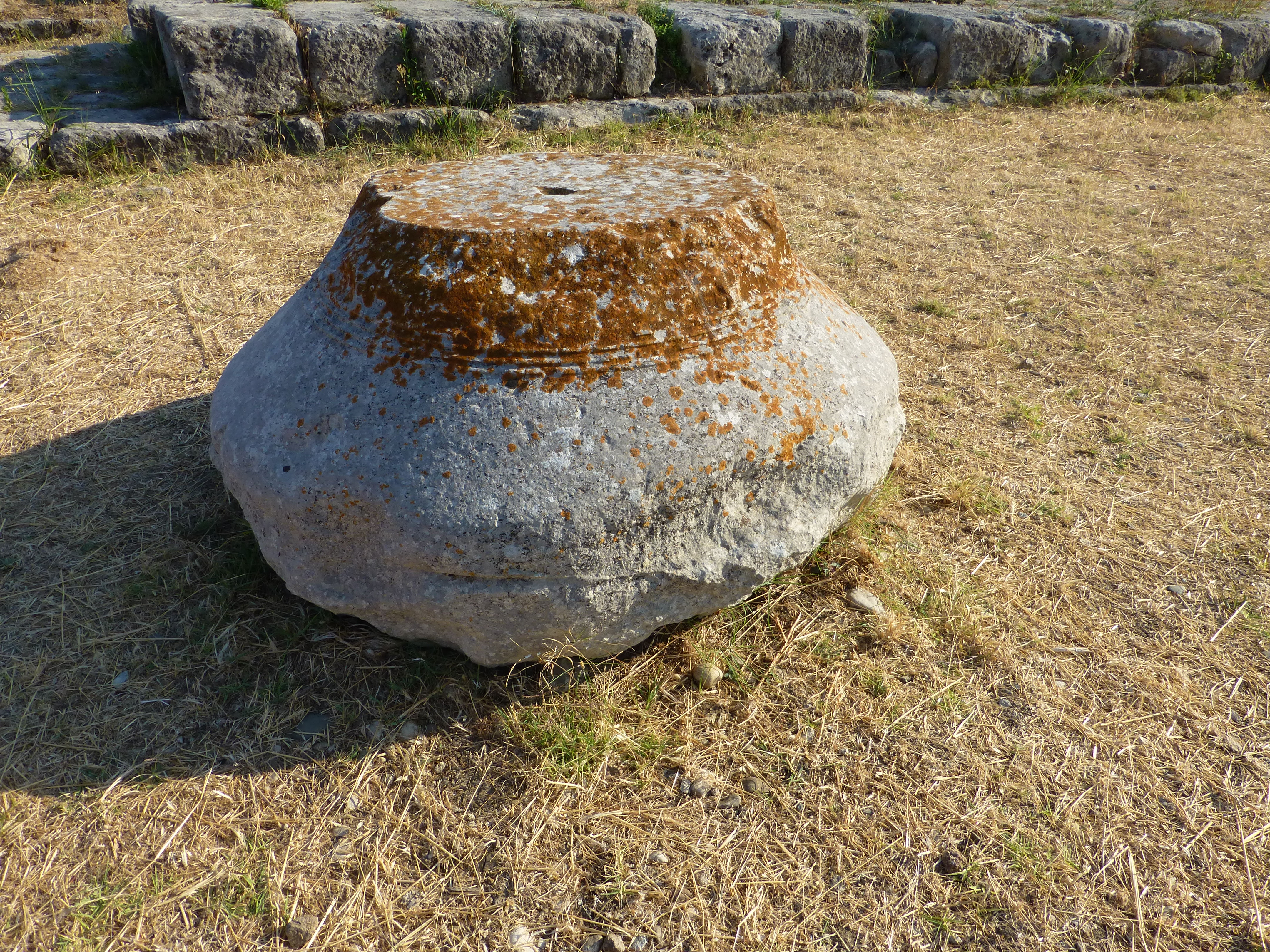
Dór oszlopfő
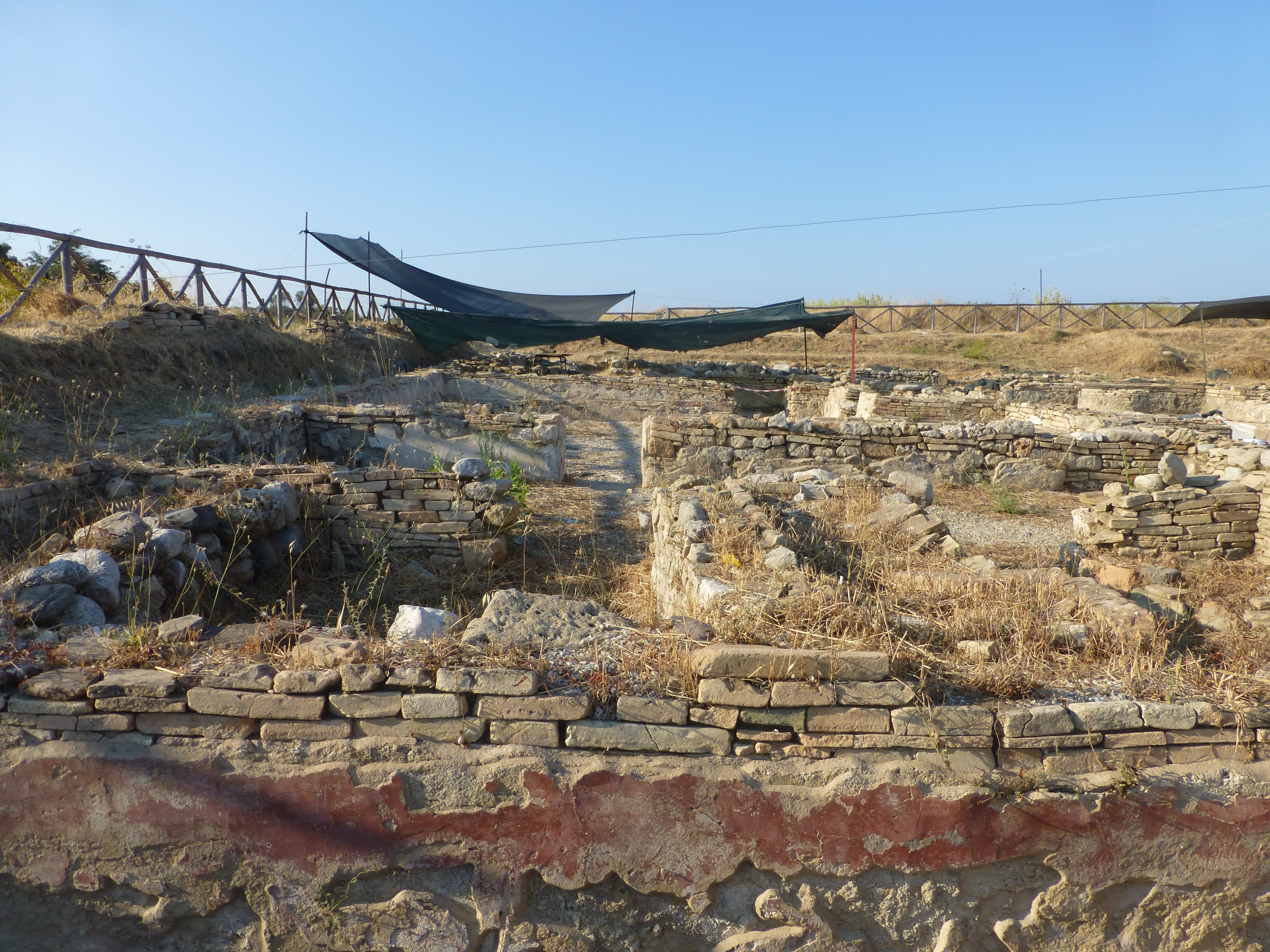
Kaulon részletei
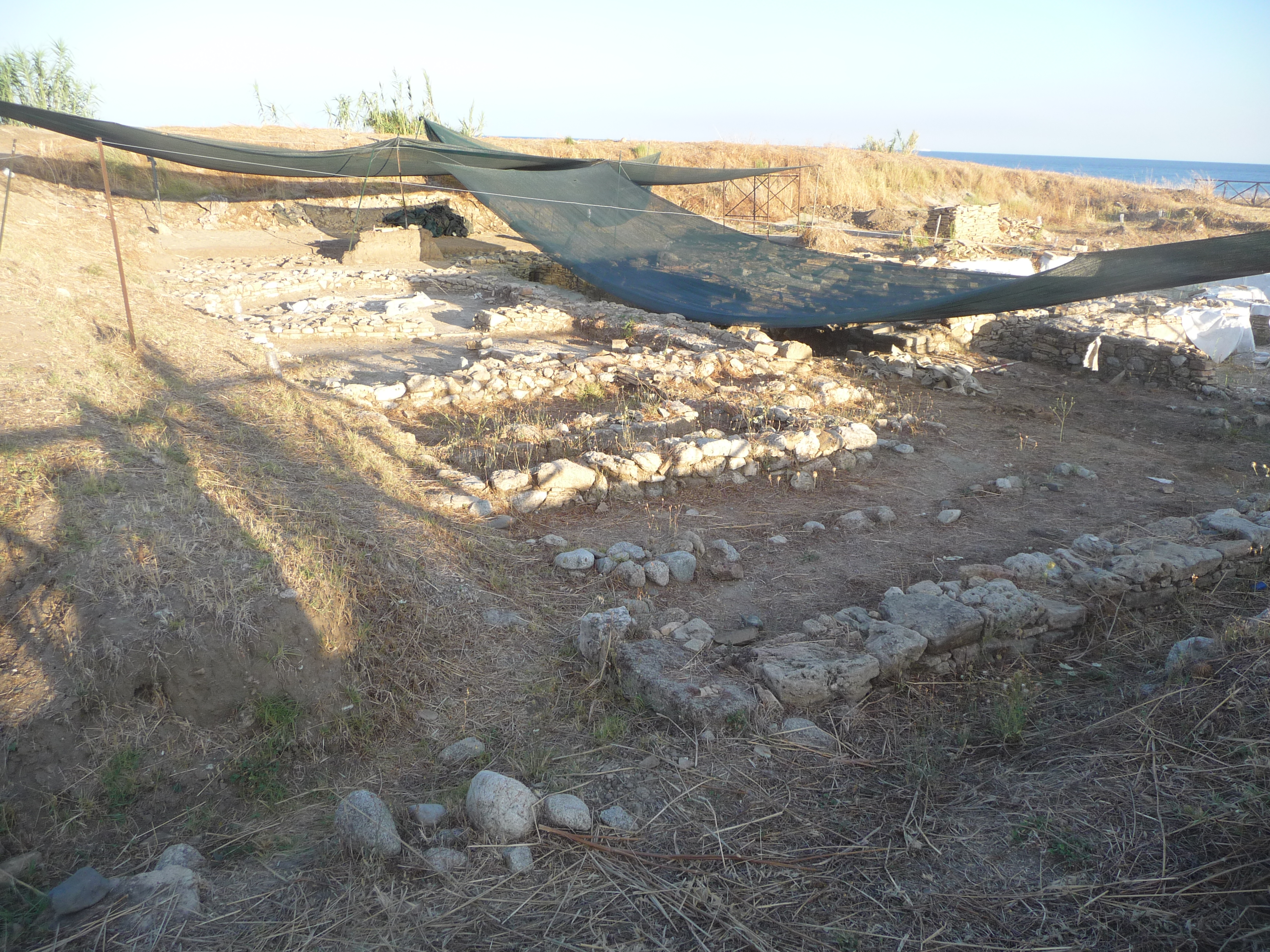
A kazamatakomplexum
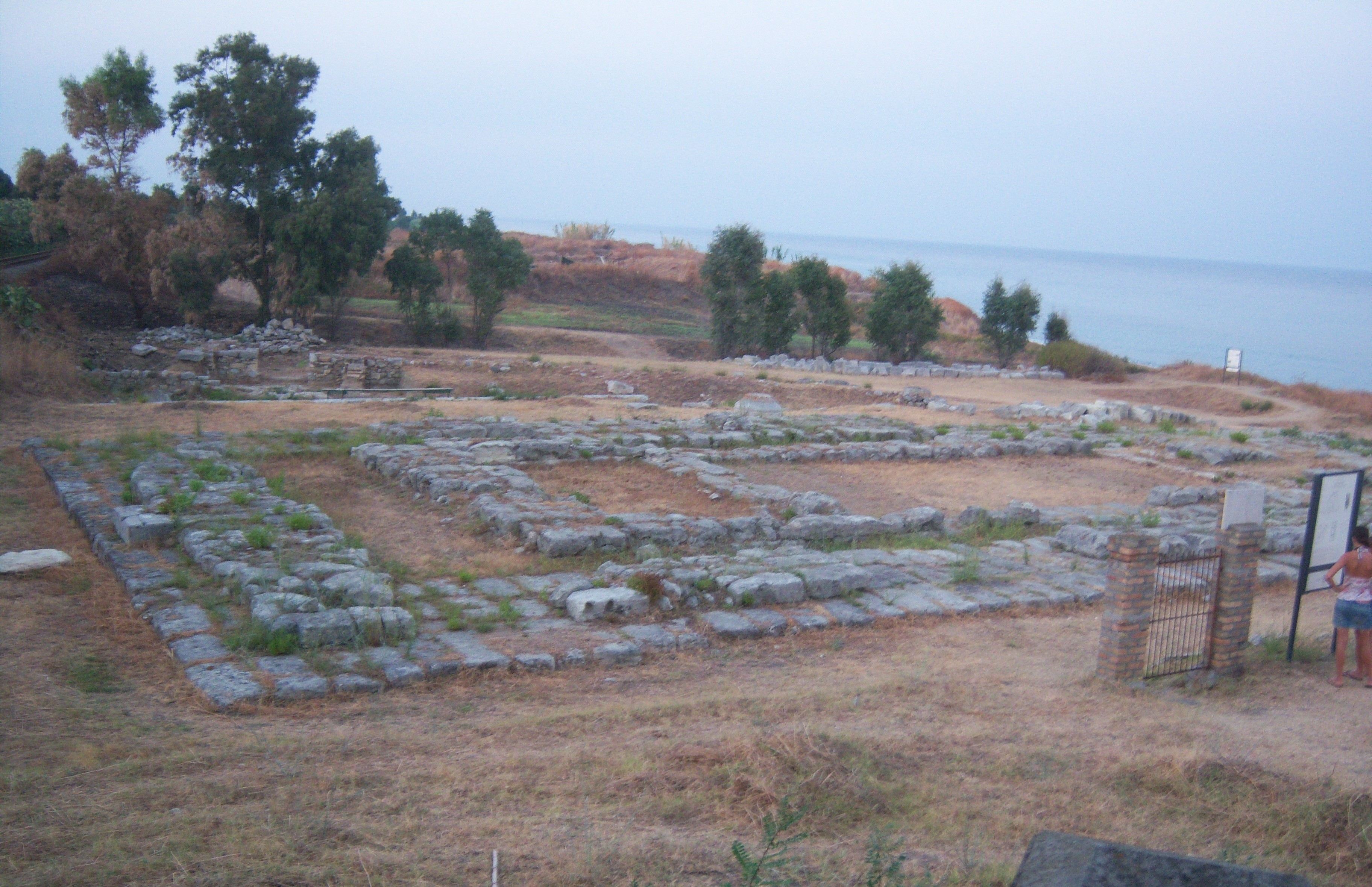
Templomrom
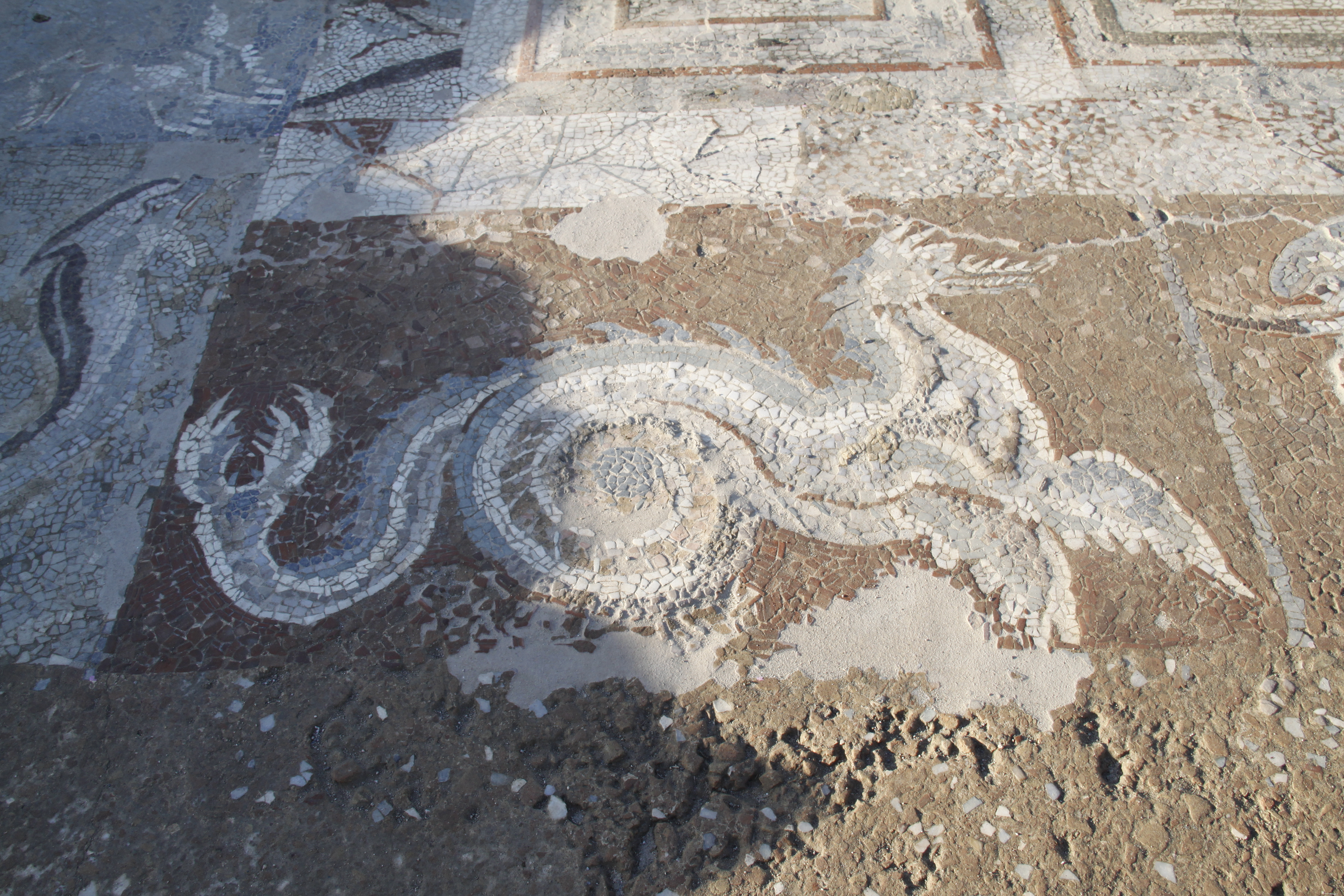
Fürdőmozaik
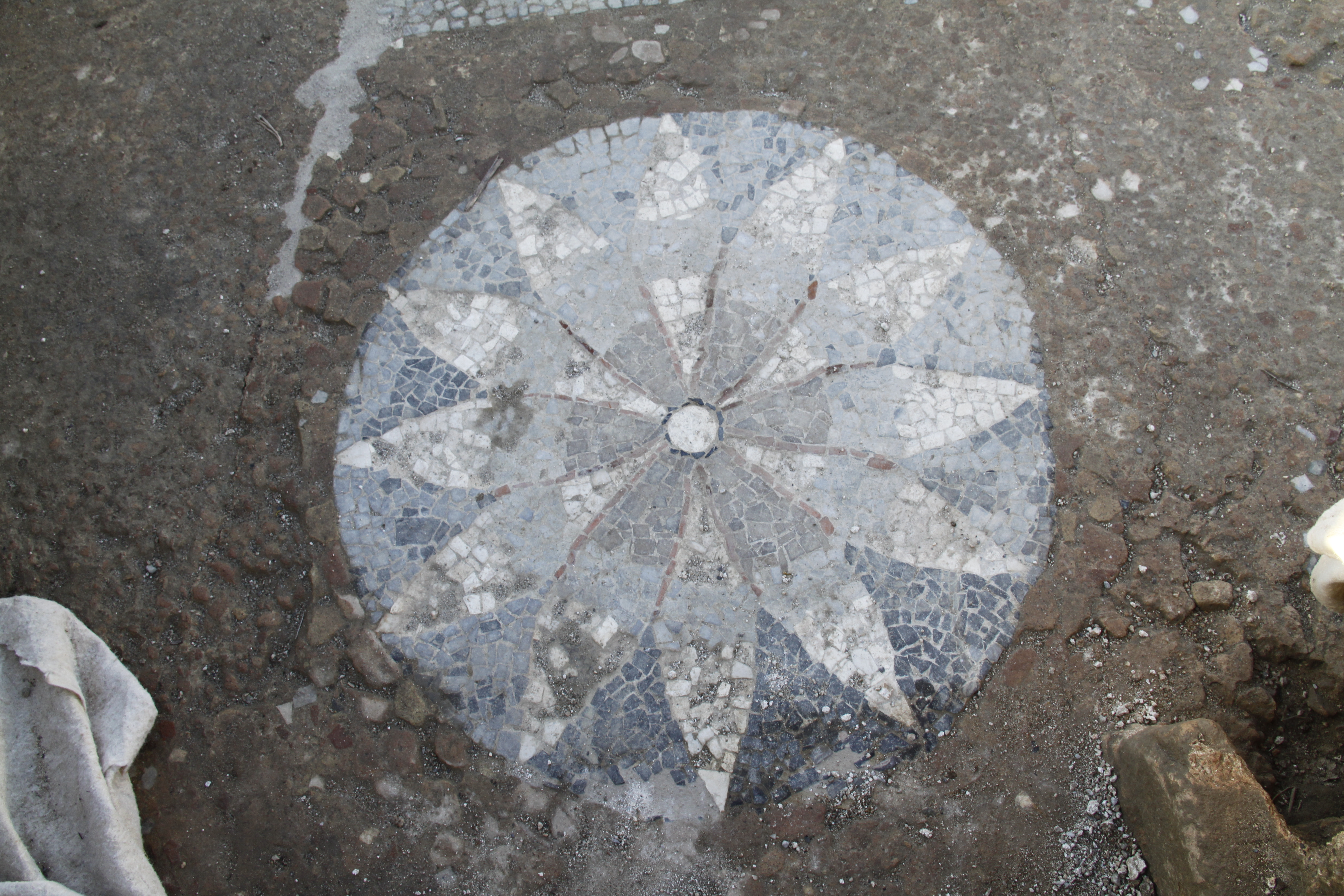
Fürdőmozaik
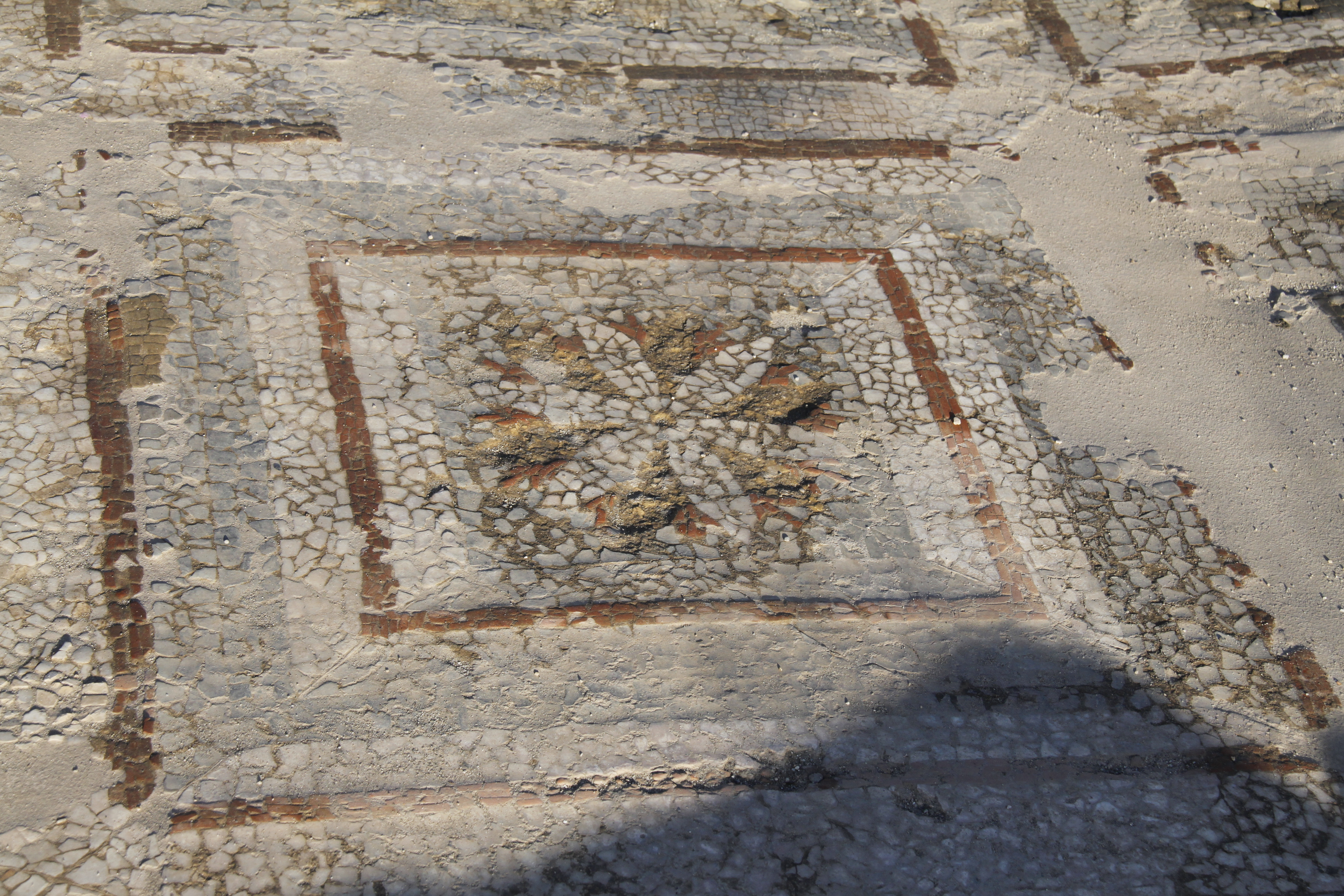
Fürdőmozaik
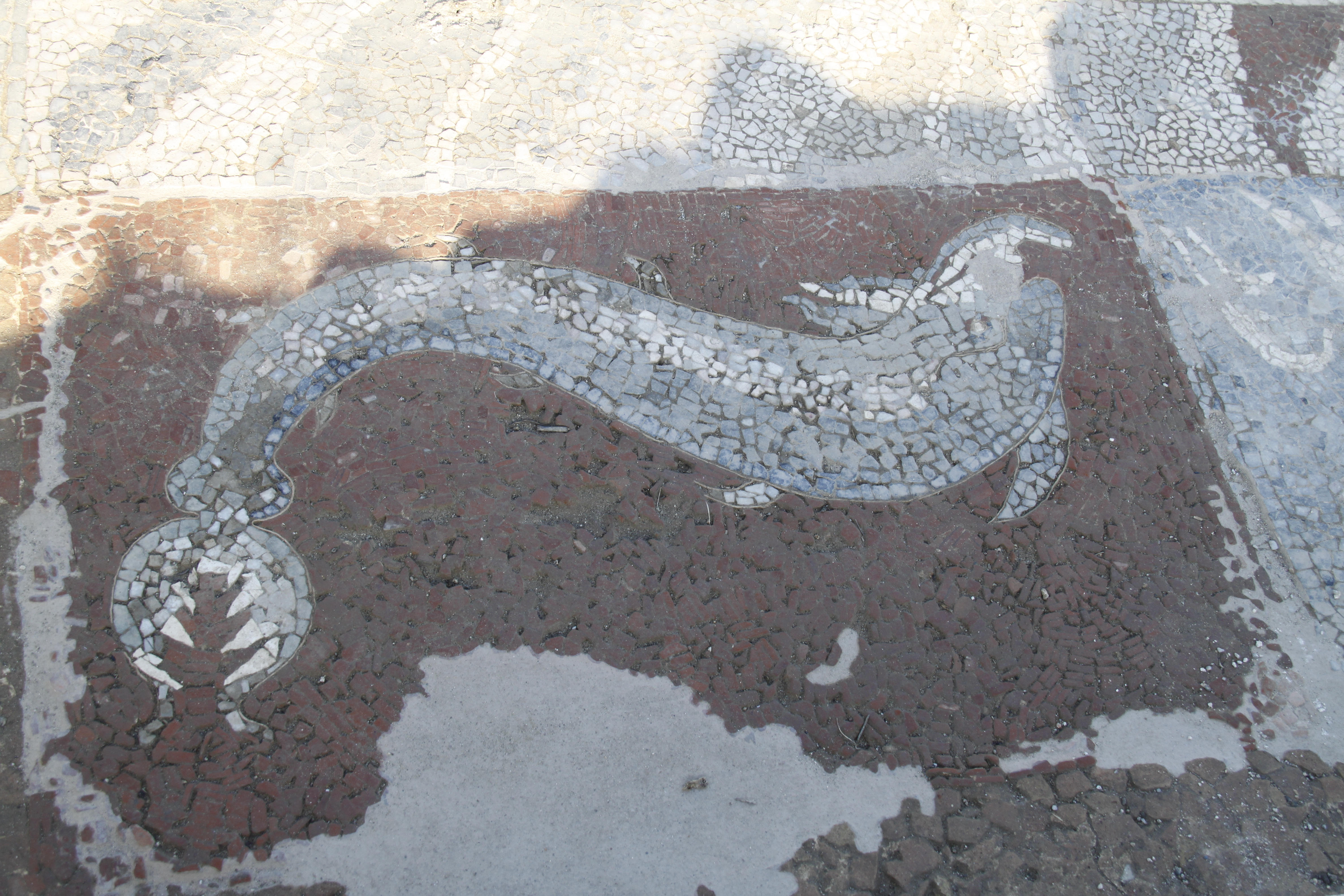
Fürdőmozaik

## Bibliográfia
- Maria Cecilia Parra (szerk.), Kaulonìa, Caulonia, Stilida (et al). Contributi storici, archeologici e topografici, vol. I, in 2 tomi (Quaderni ASNP, nr. 11-12), Pisa, 2002 (2003)
- Maria Cecilia Parra (szerk.), Kaulonìa, Caulonia, Stilida (et al). Contributi storici, archeologici e topografici, vol. II, in due tomi (Quaderni ASNP, 17-18), Pisa, 2007
- Maria Cecilia Parra; Antonino Facella (szerk.), Kaulonìa, Caulonia, Stilida (et al), vol. III. Indagini topografiche nel territorio, Pisa, 2011
- Graziano Raco, Kaulonìa, Ardore Marina, Arti grafiche edizioni, 2000
- Francesco Antonio Cuteri, B. Rotundo, Il territorio di Kaulonìa fra Tardoantico e Medioevo. Insediamenti, risorse, paesaggi. in Kaulonìa I, pp. 117–158, 2001
- Damiano Bova.szerk.: Ecumenica Editrice: Bivongi. Nella valle dello Stilaro (2008). ISBN 978-88-88758-43-5
- Lucia Lepor–Paola Turi.szerk.: Ecumenica Editrice: Caulonia tra Crotone e Locri (2008). ISBN 978-88-8453-930-4
- Lucia Lepore; Paola Turi (a cura di), Caulonia tra Crotone e Locri, Atti del Convegno Internazionale, Firenze 30 maggio-1º giugno 2007, Firenze 2010, in particolare:
  - Lucia Lepore, Gli scavi in località S. Marco nord-est:dall'oikos arcaico alla sistemazione ellenistica, pp. 81–114;
  - Paola Turi; Pasquino Pallecchi, Osservazioni sulla composizione e sulla tecnica di fabbricazione di alcune classi ceramiche di S. Marco nord-est a Caulonia, pp. 115–134.
- Maria Rosaria Luberto, Nota sulla ceramica di VIII e VII secolo a.C. dallo scavo S. Marco nord-est a Caulonia, in Alle origini della Magna Grecia: mobilità, migrazioni, fondazioni, Atti del 50º Convegno Internazionale di Studi sulla Magna Grecia di Taranto, Taranto 1-4 ottobre 2010, pp. 913–926
- Maria Rosaria Luberto, Lo scavo in località S. Marco nord-est a Caulonia. Analisi e interpretazione dei reperti di VIII secolo a.C. in L. Donnelan; V. Nizzo, Contestualizzare la prima colonizzazione. Archeologia, fonti, cronologia e modelli interpretativi tra l'Italia e il Mediterraneo. In memoria di D. Ridgway, Roma, 21-23 giugno 2013, in c. di s.
- Lucia Lepore; Maria Rosaria Luberto; Paola Turi, Kaulonìa, la città dell'amazzone Clete. Gli scavi dell'Università degli Studi di Firenze a Monasterace Marina, Catalogo della Mostra, Firenze-Museo Archeologico Nazionale, 12 dicembre 2013-9 marzo 2014, Aracne, 2013 ISBN 978-88-548-6686-7
- Architettura greca a Caulonia. Edilizia monumentale e decorazione architettonica in una città della Magna Grecia di Federico Barello, Le Lettere Editore, 2013-12-31 ISBN 978-88-7166-211-4
- Kaulonìa, Caulonìa, Stilida (e oltre). Indagini topografiche nel territorio, Scuola Normale Superiore editore, 2012, ISBN 978-88-7642-418-2
- Fabrizio Mollo.szerk.: Rubbettino: Guida archeologica della Calabria antica, 749. o. (2018)
- Claudio Panaia.szerk.: Crealibri: Caulonia. Storia di una polis, 96. o. (2018)

## Fordítás
- Ez a szócikk részben vagy egészben  a   Kaulon című olasz Wikipédia-szócikk ezen változatának fordításán alapul.  Az eredeti cikk szerkesztőit annak laptörténete sorolja fel. Ez a jelzés csupán a megfogalmazás eredetét és a szerzői jogokat jelzi, nem szolgál a cikkben szereplő információk forrásmegjelöléseként.